# 용아장성
설악산 용아장성(雪嶽山 龍牙長城)은 대한민국 강원특별자치도 인제군 설악산 지역에 있는 한국의 화강암 지형이며 자연명승이다. 2013년 3월 11일 대한민국의 명승 제102호로 지정되었다.

## 개요
봉정암 사리탑을 기점으로, 동으로는 가야동계곡과 만경대, 공룡능선을 거느리고 서로는 수렴동계곡, 구곡담계곡을 끼고 서북주릉이 장대하고 웅장하게 펼쳐져 있어 신비로운 경관을 보여준다. 내설악의 중심에 자리한 용아장성은 용의 이빨처럼 날카로운 화강암 암봉들이 연이어 성처럼 길게 둘러쳐 있으며, 20여개의 크고 작은 암봉들이 용의 송곳니처럼 솟아 있다. 능선이 커다랗고 길게 서 있는 모습이 장성(長城)같아 용아장성이라는 이름이 붙었다. 용아장성은 운해가 암봉들을 휘감을 때면 마치 신선이 구름을 타고 내려오는 듯 신비롭고 경이로운 비경을 보여주며, 가을철 단풍이 울긋불긋 물이 들면 용아장성은 더욱 비경을 보여준다.

## 같이 보기
- 설악산의 지질
- 한국의 화강암

## 참고 자료
- 설악산 용아장성 - 국가유산청 국가유산포털